# Clodomiro Picado Twight
Compléments
Conjoint : Margarita Umana Chavarria
Picado Twight (17 avril 1887, Jinotepe, Carazo, Nicaragua - le 16 mai 1944 à San José, Costa Rica), connu aussi au niveau local comme « Clorito Picado », était un scientifique éminent du Costa Rica de renommée internationale pour ses travaux de recherche et ses découvertes. C'est un pionnier dans la recherche sur les serpents et les poisons, l'un des précurseurs de la découverte de la pénicilline, utilisée pour traiter les patients peu de temps avant la découverte officielle de Fleming,.

## Famille et études
- Picado Twight nait à Jinotepe, Nicaragua, où ses parents Picado Lara et Charlotte Twight Umana avaient leur résidence[3]. La famille retourne au Costa Rica en 1889, quand il a deux ans. Il enseigne au Collège San Luis Gonzaga, à Cartago, puis au Lycée de Costa Rica à San José. En 1907 et 1908, il enseigne les sciences naturelles au Collège San Luis Gonzaga. De cette période datent ses premiers articles, les résumés des caractéristiques de certains membres de la faune du Costa Rica, préparés comme matériel de classe et qui ont été publiés par Anastasio Alfaro Gonzalez.

Sur la recommandation des professeurs de collèges et lycées, le Congrès du Costa Rica accorde une bourse en 1908 pour lui permettre d'étudier à Paris. Il retourne au Costa Rica au moment du tremblement de terre de Cartago en 1910. En mars 1911, il revient en France.  En 1912 il reçoit le Diplôme d'Etudes Supérieures de botanique à la Sorbonne, il obtient son diplôme de doctorat à l'Université de Paris le 18 novembre 1913. Cette même année, il est admis à l'Institut Pasteur de Paris.
En 1917, le Dr Picado épouse Marguerite Umana Chavarria.
Il meurt le 16 mai 1944.  Ses funérailles sont une manifestation de deuil national au Costa Rica. Dr Picado Twight a été déclaré citoyen d'honneur par le Congrès costaricien, avec le décret no 34 du 21 décembre 1943.

## DrPicado Twight
Au cours de 1920 et 1921, il enseigne les sciences naturelles au Lycée de Costa Rica, dans la dernière année, il est nommé professeur d'État. En 1921, dans les Comptes Rendus de la Société de Biologie, sont publiés les microbes intitulé latex. Cette même année, publié dans le Répertoire américaine un essai biographique par les scientifiques Louis Pasteur et Ilya Méchnikov,.
En 1922, la Société mexicaine de biologie le nomme membre correspondant de Costa Rica. Il y retourne deux fois pour la France. La première entre 1922 et 1924, en tant que délégué du Costa Rica pour les célébrations du centenaire de Pasteur ; à cette occasion, il présente le travail sur l'action à distance de champignons phytopathogènes. En 1923, il est nommé membre correspondant de la Société de Pathologie Exotique Paris et admis à la station de pathologie végétale à Paris. Cette visite a pour but d'étendre ses études dans leur domaine. La deuxième visite, en 1937, a pour but de récupérer d'une grave maladie.
En 1926, il publie la première brochure sur les serpents, qu'il développera dans les années suivantes, la publication du livre définitif "des serpents venimeux du Costa Rica : ses poisons, seroterapia antiophidic" En 1931, son grand travail dans la lutte antiophidique est l'un des éléments les plus pertinents et de reconnaissance.
En 1932, le Dr Picado est nommé membre du Conseil américain pour les études biologiques, par nomination du Congrès international de Biologie d'Uruguay.
En 1933, Il est nommé membre correspondant de la Société de Biologie de Paris. En 1937, étant très malade, il part pour Paris.
En 1940, reconnaissant son énorme contribution à la santé publique, il est nommé premier directeur de l'Institut national d'hygiène. De même, en vertu de son travail scientifique, en 1942, il est nommé membre de la Société de biologie de la Bolivie. L'Université du Costa Rica lui accorde le titre de "Docteur Honoris Causa" en octobre 1943 
Dr Picado Twight n’était pas seulement intéressé par les études biologiques de serpents, mais particulièrement préoccupé par la situation de nombreux agriculteurs qui ont perdu la vie ou ont été gravement blessés après avoir été mordus par des serpents venimeux. En raison de son travail, en 1926, la loi n° 13, dite « Loi sur la défense contre les morsures de serpent », est promulguée ; elle oblige le gouvernement du Costa Rica à assurer la santé des citoyens par rapport à ce problème de santé publique. Son travail a été pionnier dans l'étude des serpents et leurs venins, pendant les années 1920 et 1930. Par ailleurs, il a favorisé l'importation des sérums antivenimeux au Brésil, dont l'utilisation a démontré l'efficacité de ce produit immunologique dans le traitement de cette pathologie.

## Principales publications
Certaines de ses œuvres majeures sont:
- Broméliacées épiphytes comme milieu biologique. 1913.
- Notre microbiologie domestique. 1921.
- Pasteur et Metchnikoff. 1921.
- Le Musée Pasteur de Strasbourg. 1928.
- Les serpents venimeux du Costa Rica. 1931.
- La vaccination contre la sénescence prématurée. 1937.
- Enquêtes de la thyroïde physiopathologie. 1943.
- Biologie hématologique élémentaire comparé. 1943.

En outre, il a écrit quelque 115 œuvres, y compris les livres et monographies. Il a fait des études zoologiques d'animaux broméliacées sur les serpents (morsure de serpent) en physiologie végétale et la pathologie végétale et la Microbiologie industrielle, microbiologie médicale, et dans le domaine de l'immunologie.

## Recherche et découvertes
Dr Picado Twight réalise des études animales, des broméliacées sur les serpents (Morsure) en physiologie végétale et la pathologie végétale, de la microbiologie industrielle, microbiologie médicale et d'immunologie domaine. Il est reconnu pour son travail avec un sérum antivenimeux.
En mars 2000, les médecins de l'hôpital San Juan de Dios, San José, Costa Rica, publient des manuscrits expliquant son expérience entre 1915 et 1927 sur les actions inhibitrices des champignons de Penicillium sp "la croissance des genres staphylocoques et les streptocoques (bactéries qui causent un certain nombre d'infections). Il est reconnu comme l'un des précurseurs de la pénicilline découverte par Fleming en 1928. Lu rapport et les résultats des traitements à la pénicilline, par Dr Picado, ont été publiés par la Société de Biologie de Paris en 1927.

## Remerciements

### Institut de recherche Picado
En reconnaissance du travail de pionnier du Dr Picado dans la recherche sur les serpents et poison, un établissement médical spécialisé dans l'exécution de ces domaines tire son nom. L'Institut de recherche Picado a été fondé en 1970 et est situé dans Dulce Nombre de Coronado, San José. L'Institut est une unité de recherche de l'Université du Costa Rica, responsable de la morsure de serpent (Programme Sera), qui comprend la production de sérum antivenimeux polyvalent de la recherche scientifique sur les serpents et leurs venins, de sensibilisation et de vulgarisation dans les zones rurales et les centres de soins hospitaliers.

### Prix
Voici quelques-uns des faits reconnaissance du Dr Picado Twight et son travail :

#### Doctorat honorifique de l'Université du Costa Rica
- Statuette accordée aux lauréats du Prix national de la science et de la technologie avec le buste du Dr Picado[8].

En hommage à leurs mérites et en reconnaissance pour leur travail acharné dans la pièce "Elemental comparatif hématologique biologie», l'Université du Costa Rica lui a donné un doctorat honorifique en 1942.

#### Prix national de la science et de la technologie Picado Twight
En 1977, le ministère de la Science et de la Technologie et le ministère de la Culture, de la Jeunesse et des Sports du Costa Rica, a créé le Prix national de la science et de la technologie Picado Twight comme un encouragement et reconnaissance du travail scientifique et technologique des citoyens du Costa Rica.
Le prix a été modifié en juin 2000, divisé en deux catégories: le Prix National Science "Picado Twight" et le Prix national de la technologie "Picado Twight" qui sont également décernés annuellement. Les vainqueurs reçoivent une statue commémorative du buste du Dr Picado, un certificat et une dotation.

#### Prix internationaux
- En 2000, l'OMPI rend hommage à Picado Twight en remettant la médaille d'or de l'OMPI à titre posthume  [10]

### Institut de recherche Picado
En reconnaissance du travail pionnier du Dr Picado dans la recherche sur les serpents et poisons, un établissement médical spécialisé dans l'exécution de ces domaines tire son nom. L'Institut de recherche Picado a été fondé en 1970 et est situé à San José. L'Institut est une unité de recherche de l'Université du Costa Rica, responsable de la morsure de serpent (Programme Sera), qui comprend la production de sérum antivenimeux polyvalent de la recherche scientifique sur les serpents et leurs venins, de sensibilisation et de vulgarisation dans les zones rurales et les centres de soins hospitaliers.

### Endroits nommés en son honneur
En l'honneur du Dr Picado, le centre public d'enseignement secondaire du quartier de Las Americas, dans la ville de Turrialba, Cartago, a été nommé Collège Picado Twight (également connu sous le nom IET).
La sécurité sociale du Costa Rica a nommé un de ses cliniques "Chlorite Picado", créée en 1963 ; c’était un centre médical ambulatoire. En 2008, il regroupe une dizaine de sites pour les équipes de soins de santé de base (EBAIS) dans les domaines de Tibás, La Uruca et La Merced, au service de 150 000 personnes. Il fournit également des services de santé dans dix spécialités médicales, comme  médecine interne, psychiatrie, d'obstétrique et de gynécologie, pédiatrie, dermatologie, médecine physique.

### Un billet à son effigie
Depuis 1998 et jusqu'en 2011, la Banque centrale du Costa Rica a émis un billet de deux mille colónes à son effigie.